# Ivan Stopar
Ivan Stopar, slovenski umetnostni zgodovinar, konservator in kastelolog, * 29. april 1929, Ljubljana, † 12. december 2018, Celje.

## Življenje
Stopar je iz umetnostne zgodovine in primerjalne književnosti diplomiral (1964) in doktoriral na oddelku za umetnostno zgodovino (1976) na Filozofski fakulteti v Ljubljani. 1963–1974 je bil ravnatelj, nato do 1992 višji konservator na Zavodu za varstvo naravne in kulturne dediščine v Celju. Na Filozofski fakulteti je bil 1987 habilitiran za izrednega profesorja, 1997 pa je postal konservatorski svetnik. Z organiziranjem in vodenjem konservatorskega dela na številnih spomenikih celjskega območja je postavil temelje tamkajšnji spomeniškovarstveni službi. Kot odgovorni konservator je vodil obnovo ključnih spomenikov v Celju, med njimi opatijsko cerkev sv. Danijela (sedaj stolnica), Knežji dvorec in Stari grad. Med prvimi konservatorji na Slovenskem je posvečal pozornost tudi historičnim urbanim celotam.
Kot strokovnjak za srednjeveško arhitekturo, zlasti gradove, je objavil obsežno in natančno topografijo grajskih stavb na Slovenskem (na Štajerskem, v Prekmurju, na Gorenjskem in Dolenjskem; zbirko je nadaljeval in dokončal Igor Sapač) in se tako uveljavil kot vodilni slovenski kastelolog. Z razpravami o konservatorskih posegih je soustvaril temelje konservatorske stroke na Slovenskem. Najbolj je poznan kot avtor knjige Gradovi na Slovenskem, sicer pa njegova bibliografija obsega več kot 50 monografskih publikacij, med njimi več kulturnozgodovinskih vodnikov (v zbirki Kulturni in naravni spomeniki Slovenije) v katerih je mdr. opisal Celje, Rogaško Slatino, Velenjski grad in Rogatec ter vsaj toliko strokovnih člankov, kakor tudi prevoda del Simplicius Simplicissimus H. J. C. Grimmelshausna (1961, 1974) in Povsod stoji kak Babilon: Obrazi davnih in današnjih mest  Wolfa Schneiderja (1966). Pripravil je tudi več televizijskih oddaj in dokumentarno-igrani TV-seriji Gradovi na Slovenskem (nastala leta 1990) ter Sprehodi po stari Ljubljani. Bil je tudi strasten bibliofil (zbiralec starega knjižnega gradiva in tiskov). Decembra 2021 je bila odprta Študijska soba dr. Ivana Stoparja na raziskovalni postaji ZRC SAZU v Mariboru, kamor je bila preseljena zbirka, ki jo je po njegovi smrti prevzel Umetnostnozgodovinski inštitut Franceta Steleta, ki deluje v okviru ZRC.

## Nagrade in priznanja
Poleg drugih nagrad in priznanj je prejel najvišjo konservatorsko Steletovo nagrado (1992) in nagrado Izidorja Cankarja za življenjsko delo na področju kastelologije (2013), ki jo za konservatorske zasluge podeljuje Slovensko umetnostnozgodovinsko društvo. Bil je tudi častni meščan Celja (2012) ter častni član Slovenskega umetnostnozgodovinskega društva in Slovenskega konservatorskega društva.